# イタリア風の風景
『イタリア風の風景』（イタリアふうのふうけい、蘭: Italiaans landschap、英: Italian Landscape）は、オランダ絵画黄金時代の画家ヤン・ボトが1645年にキャンバス上に油彩で制作した絵画で、画家後期の名品である。画面下部に「JBoth」という画家の署名がある。作品は1816年に購入されて以来、デン・ハーグのマウリッツハイス美術館に所蔵されている。

## 作品
ヤン・ボトは、親イタリア的なオランダの画家の中でも最も才能豊かな重要作家の1人として知られる。親イタリア的な画家とは、しばらく故郷を離れ、イタリアを旅してルネサンス、バロックの巨匠の芸術や古代文明の素晴らしい遺跡、風景、温暖な気候に感化された画家たちを指す。彼らはオランダに戻ってから、黄金色に照らされる丘陵やそびえ立つ岩山のある景観を描いた。それらはイタリアの田舎で実際に描いたスケッチにもとづいているとはいえ、画画たちのアトリエで想像によって描かれたものである。
ボトは1635-1641年までイタリアで過ごした後に、故郷のユトレヒトに戻った。イタリア滞在中に描いた作品はわずか数点しか現存しないが、彼の最も素晴らしい作品はオランダ帰国後に描かれた。本作では、リアルな奥行き感と黄金色の陽光が際立っている。調和のとれた構図は前景と後景を明確に区別しながら、右側の陰に見える岩の塊、左側にそびえる岩の急斜面、その間を縫うつづら折りの山道、遠景の建物と丘など、多様な要素を1つ1つ積み上げて構成されている。そして、どの要素も遠く離れるほど、軽く薄く描かれている。
空が明るい青色から落日に染まる黄金色に変化する微妙な色調は、ボトに特有のものである。こうした空が、ボトの風景画らしい地中海風の気分を醸し出す。画面右側の大半を占める木々は高度な技術を駆使して描かれ、繊細な筆痕が無数の小さな葉を形成している。木々の間からは湖の水面が見える。山道を行く3人の旅人は、優美な風景の中を静かに進んでいる。あたり一帯の平穏を破っているのは、一番奥にいる人物が乗っているロバのいななきだけである。赤い上着の男性は、道端で用を足しているように見える。オランダ絵画にしばしば見られるこうした人間臭い描写は、美しい情景の中に悪戯的な要素を加味している。